# Grollea antheliopsis
Grollea antheliopsis är en bladmossart som beskrevs av Rudolf Mathias Schuster. Grollea antheliopsis ingår i släktet Grollea och familjen Grolleaceae. Inga underarter finns listade i Catalogue of Life.